# گلدیلاکس و سه خرس
گلدیلاکس و سه خرس (به انگلیسی: Goldilocks and the Three Bears) (در اصل داستان سه خرس) (به انگلیسی: The Story of the Three Bears) داستان عامیانهٔ انگلیسی از قرن هجدهم است که سه نسخه از آن وجود دارد. نسخهٔ اصلی داستان قصهٔ پیرزن بدکاری را روایت می‌کند که به خانهٔ جنگلی سه خرس مجرد، درحالی که آن‌ها در خانه نیستند، وارد می‌شود. او روی صندلی‌های آنان می‌نشیند، حلیم آن‌ها را می‌خورد و در تخت آن‌ها می‌خوابد. زمانی که خرس‌ها به خانه برمی‌گردند او از جایش بلند می‌شود و از پنجره فرار می‌کند. در نسخهٔ دوم داستان جای پیرزن با دخترکی به نام گلدیلاکس (موطلایی) عوض می‌شود و در نسخهٔ سوم و معروف‌تر قصه به جای سه خرس مجرد خرس مادر، خرس پدر و خرس بچه جایگزین شده‌اند.
قصه‌ای که در ابتدا یک حکایت شفاهی وحشت‌انگیز بود بعدها به یک داستان خانوادگی دوست‌داشتنی تبدیل شد که تنها مایهٔ اندکی از هراسناکی در خود دارد. این قصه مایهٔ تفسیرهای متعدد شده و از آن فیلم‌ها، اپراها و آثار هنری دیگری ساخته شده‌است. «گلدیلاکس و سه خرس» یکی از محبوب‌ترین داستان‌های عامیانه در زبان انگلیسی است.
اصل گلدیلاکس نیز بر اساس داستان دخترکی که در این داستان به نام گلدیلاکس شناخته می شود نامگذاری شده است.

## داستان
در نسخهٔ کلاسیک رابرت ساوتی، سه خرس—یکی بزرگ، یکی متوسط و یکی کوچک—در خانه‌ای جنگلی با هم زندگی می‌کنند. هرکدام کاسهٔ مخصوص غذای خود (فرنی)، صندلی مخصوص و تختخواب مخصوص خود را دارند. آن‌ها مهربان، تمیز و مهمان‌نواز توصیف شده‌اند.
روزی، هنگام خنک شدن فرنی، برای پیاده‌روی از خانه بیرون می‌روند. در این هنگام، پیرزنی بی‌ادب و سرزده وارد خانه می‌شود. او ابتدا از پنجره و سوراخ کلید به داخل نگاه می‌کند، سپس در را باز کرده و وارد می‌شود.
او فرنی خرس بزرگ را می‌چشد و آن را بسیار داغ می‌یابد، فرنی خرس متوسط را سرد، و فرنی خرس کوچک را «درست به اندازه» می‌یابد و تمامش را می‌خورد.
سپس روی صندلی خرس بزرگ می‌نشیند، که خیلی سخت است، بعد روی صندلی خرس متوسط که زیادی نرم است، و در نهایت روی صندلی خرس کوچک می‌نشیند که در اثر سنگینی‌اش می‌شکند.
سپس وارد اتاق‌خواب می‌شود: تخت خرس بزرگ را خیلی بلند، تخت خرس متوسط را خیلی عریض، و تخت خرس کوچک را «درست به اندازه» می‌یابد و روی آن به خواب می‌رود.
خرس‌ها بازمی‌گردند و یکی‌یکی متوجه می‌شوند کسی غذایشان را خورده، روی صندلی‌شان نشسته، و در تخت‌شان خوابیده. بچه‌خرس فریاد می‌زند: «کسی روی تخت من خوابیده… و هنوز هم آنجاست!»
پیرزن از خواب می‌پرد، از پنجره بیرون می‌پرد و هرگز دوباره دیده نمی‌شود.

## نسخه‌های بعدی
در نسخه‌های بعدی که محبوب‌تر شدند، پیرزن جای خود را به دختری جوان، کنجکاو و بی‌پروا با موی طلایی به نام «گُلدیلاک» داد. همچنین سه خرس به یک خانواده متشکل از «بابا خرس»، «مامان خرس» و «بچه‌خرس» تبدیل شدند. در این روایت‌ها، گلدیلاک نیز وارد خانه می‌شود، غذای آن‌ها را می‌چشد، صندلی‌ها را امتحان می‌کند و در نهایت روی تخت بچه‌خرس به خواب می‌رود. وقتی خرس‌ها بازمی‌گردند، از دیدن آثار حضور فرد غریبه شگفت‌زده می‌شوند. بچه‌خرس در نهایت گلدیلاک را در تخت خود پیدا می‌کند. گلدیلاک از خواب بیدار شده، وحشت‌زده فرار می‌کند.
در برخی روایت‌ها، گلدیلاک از خانه می‌گریزد و قول می‌دهد دیگر چنین کاری نکند. در برخی نسخه‌های دیگر، خرس‌ها او را می‌بخشند یا به خانه بازمی‌گردد. اما در نسخهٔ اولیهٔ ساوتی، سرنوشت پیرزن مبهم است و تنها از فرار او گفته شده‌است.

## عناصر داستانی
این داستان از «قانون سه‌تایی» در ادبیات بهره می‌برد: سه کاسهٔ فرنی، سه صندلی، سه تخت، سه خرس. هم کنش‌های گلدیلاک و هم واکنش‌های خرس‌ها در سه مرحله اتفاق می‌افتد. این ساختار باعث حفظ ریتم داستان و یادگیری تدریجی کودک می‌شود.
کریستوفر بوکر در کتاب The Seven Basic Plots می‌نویسد که این ساختار «سه‌گانگی دیالکتیکی» دارد، جایی که اولی زیاد است، دومی کم، و سومی "درست به اندازه". این الگو در روان‌شناسی، اقتصاد و حتی اخترفیزیک نیز با عنوان «اصل گلدیلاک» (Goldilocks Principle) شناخته می‌شود—برای مثال، سیاره‌ای که نه خیلی داغ است، نه خیلی سرد، و برای حیات مناسب است، در «منطقهٔ گلدیلاک» قرار دارد.

## تفسیرها
در کتاب قصه‌های کلاسیک توضیح‌دار اثر ماریا تاتار، این داستان به عنوان یک افسانهٔ هشداردهنده برای کودکان معرفی می‌شود که در مورد احترام به حریم خصوصی دیگران و عواقب ورود بی‌اجازه به مکان‌های ناشناخته هشدار می‌دهد.
برونوو بتلهایم، روان‌کاو مشهور، در کتاب کودکان به قصه نیاز دارند گلدیلاک را دختری «زیبا، جذاب اما بدون رشد شخصیتی» معرفی می‌کند و می‌گوید داستان، کودک را در عبور از مرحله‌های رشد روانی کمک نمی‌کند. او معتقد است داستان با پایانی مبهم، پیام امیدبخشی ارائه نمی‌دهد.
اما آلن سی. المز در کتاب راهنمای روان‌زیست‌نگاری با دیدگاهی متفاوت، داستان را دربارهٔ «نظم، تمیزی و رعایت چارچوب‌های محیطی» می‌داند و معتقد است بیشتر کودکان خود را با خرس‌های منظم همذات‌پنداری می‌کنند تا با گلدیلاک.

## اقتباس‌ها
- والت دیزنی در سال‌های ۱۹۲۲ و ۱۹۳۹ نسخه‌هایی از این داستان را به صورت انیمیشن تولید کرد.
- در سال ۱۹۸۴، Faerie Tale Theatre اپیزودی با بازی تاتوم اونیل از این داستان پخش کرد.
- در فیلم گربه چکمه‌پوش: آخرین آرزو (۲۰۲۲)، گلدیلاک و سه خرس به عنوان شخصیت‌های مکمل حضور دارند.
- اپرایی بر اساس شعر رولد دال از این داستان ساخته شد و در سال ۱۹۹۷ اجرا گردید.